# Half-Life 2: Episode Two
Half-Life 2: Episode Two, più brevemente HL2 Ep2, è il secondo capitolo della serie di episodi di Valve Corporation per lo sparatutto in prima persona Half-Life 2, ed è incluso nella Orange Box.
In questo episodio il motore grafico riveste una parte decisiva, infatti sono state implementati nuovi miglioramenti anche dal punto di vista del rendering, dei personaggi e per ultimo ma non meno importante il paesaggio circostante.

Il gioco è uscito prima negli Stati Uniti e su Steam il 10 ottobre 2007 e poi nel resto del mondo il 19 ottobre 2007 per le console: PC-DVD, e Xbox 360.

La versione per PlayStation 3 è stata pubblicata l'11 dicembre 2007.

## Trama
Gli eventi narrati in Episode Two sono la diretta prosecuzione di quelli narrati in Half-Life 2: Episode One. La storia è divisa in 7 capitoli.

### Capitoli
Verso White Forest
L'ultima cosa che avevamo visto erano i detriti dell'esplosione di City 17 travolgere Gordon ed Alyx appena erano riusciti a scappare dalla città.
Gordon si risveglia fra le lamiere contorte del treno. La voce di Alyx lo raggiunge. La ragazza lo aiuta ad uscire ed ancora una volta non riesce a mascherare il sollievo commosso di vederlo vivo. Una volta usciti, una potente luce azzurra nel cielo attira la loro attenzione. Si tratta di un enorme portale nel cielo che riceve energia da un punto misterioso di quella che era City 17. Ora, al posto dell'imponente città-lager, c'è solo una vastissima distesa di macerie.
La zona in cui si trovano sembra essere cosparsa di articolate miniere sotterranee in disuso (utilizzate in larga parte da ribelli). Una di queste li porta ad una base di comunicazioni grazie alla quale riescono a mettersi in contatto con Eli Vance. Eli è felicissimo di vedere la figlia sana e salva. Sembra che lui ed Isaac Kleiner si trovino nella base missilistica di White Forest, sotto il controllo di Arne Magnusson, uno scienziato geniale, ma decisamente intransigente. Il loro intento è quello di indirizzare un missile verso il super-portale che i Combine stanno cercando di aprire sulle macerie di City 17. Un portale del genere (molto più grande di quello attraverso il quale sono arrivati la prima volta) li porterebbe ad una vittoria totale, devastante e rapidissima. Alyx li informa dei dati che i Combine volevano inviare con l'energia del nocciolo ad energia oscura e di cui hanno una copia. La notizia fa infiammare il Dr. Magnusson che gli impone di raggiungerli subito per fargli analizzare quello che probabilmente rappresenta le coordinate del pianeta Combine.
I due raggiungono un deposito abbandonato, ma vengono attaccati da un Cacciatore Combine. Una lamina d'acciaio saetta dalla creatura e trafigge il ventre di Alyx. Gordon corre per aiutarla, ma con un colpo delle sue poderose gambe, il Cacciatore gli fa crollare addosso una trave. Quando rinviene un Vortigaunt ha preso in braccio Alyx. Gronda sangue ed è priva di coscienza, ma è viva. Le sue condizioni sono critiche e i due devono raggiungere una base sotterranea dove altri Vortigaunt li aiuteranno a farla sopravvivere. Un crollo li separa, ma Gordon raggiungerà la base sotterranea attraversando il nido sotterraneo delle formicaleone.
Vortale o non vortale
Il Vortigaunt avverte Gordon che le condizioni di Alyx stanno peggiorando, ma fortunatamente presto arrivano dei suoi consanguinei ad aiutarlo. Con i loro poteri riescono a bloccare il peggioramento di Alyx, ma non possono ancora guarirla. Hanno bisogno del nettare delle formicaleone. Gordon va a procurarselo scortato da uno dei Vortigaunt. Il nido delle larve, alle quali il nettare serve per svilupparsi, è però sorvegliato dalla formicaleone guardiana. Furtivamente riescono ad infiltrarsi nei nidi senza allertare il guardiano e a prendere il nettare. Tornati alla base, i Vortigaunt iniziano il rito di revitalizzazione, ma qualcosa va storto. Il tempo si congela ed una voce familiare risuona nella testa di Gordon. Si tratta del G-Man. A quanto pare, stavolta, ha preferito aspettare che i poteri dei Vortigaunt fossero impiegati in qualcos'altro prima di avvicinarlo. Gli parla di Alyx e di come fosse stato lui, a suo tempo, a salvarla da Black Mesa, sotto l'insistente obiezione, da parte di qualcuno, che fosse solo una bambina e di nessun interesse o utilità. Tuttavia, come lui stesso dice, non è il tipo che spreca un investimento per cui le cose stanno per cambiare. Ora pretende da Gordon un atto di riconoscenza per l'averlo tenuto in vita: dovrà portare Alyx viva e vegeta a White Forest. Gli dice anche che spera, d'ora in poi, di poter fare di più che tenerlo d'occhio nonostante certe restrizioni. Il G-Man compare al fianco del corpo di Alyx e gli dà un messaggio da riferire a suo padre: "Preparati a conseguenze impreviste". Alyx si sveglia. Il tempo torna a scorrere normalmente. Alyx è debole, ma ora sta bene, deve solo riprendersi. I Vortigaunt le consigliano di riposare ancora un giorno, ma lei vuole arrivare al più presto dal padre. Gordon l'accompagnerà assieme al Vortigaunt che le ha salvato la vita.
Freeman pontifica
Uscito dalla base, il gruppo si trova ai piedi di un gigantesco ponte che porta a White Forest, ma un rumore fortissimo attira la loro attenzione. Migliaia fra soldati Combine, Strider, e Dropship lo stanno attraversando, portando con loro le capsule viste uscire dalla Cittadella prima dell'esplosione. Si stanno dirigendo alla base missilistica. Il Vortigaunt gli dice che le creature che hanno visto nella Cittadella sono i Consiglieri, una razza mostruosa e pericolosissima (i veri Combine) verso la quale li mette in guardia. Devono avvertire Eli e gli altri prima che sia troppo tardi. Il viaggio è duro ed Alyx stenta a proseguire. Raggiunto uno stabilimento industriale vedono l'imbocco di un'altra autostrada, più breve, che porta sempre a White Forest, ed un dune buggy con cui attraversarla. Qui Alyx e Gordon si salutano col loro amico Vortigaunt ed affrontano da soli il resto del viaggio.
Sparatutto
Alyx e Gordon raggiungono una base per le comunicazioni utilizzata dai ribelli. Il sistema elettrico richiede qualche manutenzione e i ribelli che l'abitavano sembrano svaniti nel nulla. Il motivo appare subito chiaro. Dei Cacciatori li assalgono.
Dopo averli sconfitti, Alyx riesce a mettersi in contatto con Arne Magnusson per avvertirlo del pericolo imminente, ma il segnale è troppo debole e la comunicazione non risulta chiara.
Proseguendo, i due troveranno una delle capsule partite dalla Cittadella schiantata in un cratere ed aperta. Lì vicino c'è una fattoria dove si addentrano. Appena arrivati qualcosa di strano accade: delle interferenze, una sorta di impulsi di tipo probabilmente psichico si diffondono nell'area. Un Consigliere deve trovarsi nei paraggi. Nel fienile, una specie di bozzolo metallico sovrasta tutto, alimentato da un macchinario. Alyx tenta di disattivare il generatore che, a quanto pare, tiene in vita il mostro, quando il bozzolo si apre. Al suo interno c'è una creatura verdastra, simile ad un verme compatto e gonfio, senza tratti somatici a parte un visore artificiale ed una cavità al centro del capo. Lo stesso tipo di creatura con cui stava parlando Wallace Breen alla fine di Half-Life 2 e che si è vista nelle capsule della cittadella in Half-Life 2: Episode One. Con un impulso psichico la creatura paralizza e tiene sospesi Gordon, Alyx ed il cadavere di un ribelle. Si avvicina quest'ultimo al capo, poi lo volta e gli penetra il cranio con una sorta di robusta lingua che gli fuoriesce dalla cavità orale. Getta via il corpo. Ora è il turno di Gordon. Fortunatamente il tentativo di sabotaggio di Alyx non è stato completamente inutile e il macchinario esplode ferendo la creatura. Il Consigliere scappa, ma allerta dei Combine ed un loro caccia ed i due sono costretti a fuggire.
Riusciranno a raggiungere una base dei ribelli funzionante, ma il loro dune buggy ha subito gravi danni e dovranno attendere la riparazione. Nel frattempo Gordon deve abbattere un elicottero combine e mettere fuori uso una mitragliatrice pesante combine intenta ad uccidere vari zombies fuori dalla base ribelle.
Sotto il radar
Il viaggio prosegue non senza difficoltà. Il territorio è cosparso di pericoli e si iniziano ad incontrare i primi significativi nuclei di forze Combine. Particolarmente pericoloso è quello che li attira in un'imboscata all'interno di una baita, dove decine fra Soldati e Cacciatori li accerchiano. Una volta riusciti a fuggire raggiungono un fiume che li condurrà alla base missilistica. Qui il passaggio è ostruito dal relitto di un'intera Dropship, abbattuta dal perimetro difensivo della base. Sfortunatamente qualcosa è ancora vivo al suo interno: uno Strider. Alyx e Gordon non avrebbero via di fuga se non fosse per il pronto intervento di Dog, che assalta lo Strider. Prima di neutralizzarlo del tutto riesce a distruggere la sua corazza esterna rivelandone la natura in parte biologica (cosa che sembra caratterizzare tutti i macchinari Combine).
Dog ed Alyx si salutano calorosamente ed il robot conduce entrambi alla base, correndo a velocità incredibile. Se si riesce ad arrivare prima di lui si otterrà un premio.
Il nostro comune amico
Raggiunta la base, Alyx corre dal padre ed i due si abbracciano, commossi nel vedersi reciprocamente sani e salvi. Dopo qualche battuta sul tempo che Gordon e la figlia passano insieme, Eli li accompagna da Kleiner che sta lavorando al missile, vessato dal continuo inveire del Dr. Magnusson.
Parlando insieme si verrà a scoprire che il messaggio di Judith Mossman (intercettato nella cittadella in Episode One) non ha mai raggiunto Eli e gli altri. Alyx segue il padre e Kleiner per vederlo ed iniziare a decifrare la comunicazione che i Combine volevano inviare al loro pianeta. Nel frattempo, Gordon viene bloccato dal Dr. Magnusson che, infastidito dai continui allarmi (probabilmente falsi) provenienti dal Silos 2 della base, lo spedisce a controllare. Purtroppo gli allarmi si rivelano essere tutt'altro che falsi: i Combine hanno fatto breccia nella struttura. Con molte difficoltà, Gordon riesce a scacciare gli invasori e a chiudere la breccia. Quando torna nella sala di controllo trova Eli e Kleiner intenti ad osservare l'SOS di Judith. Ne restano piuttosto impressionati, ma trovano una prova inconfondibile del fatto che la dottoressa è viva: il videomessaggio ne contiene un altro criptato. Mostra le coordinate di una nave. Si tratta della Borealis, un veicolo della Aperture Science (il laboratorio di ricerca di Portal), inviato in una missione e poi svanito nel nulla. Non si sa cosa contenga, ma di qualsiasi cosa si tratti ha il potenziale di causare un disastro paragonabile a quello di Black Mesa. Kleiner suggerisce di utilizzarla contro i Combine, ma Eli è contrario: una disgrazia come quella di Black Mesa non dovrà capitare mai più. Eli si sente male ed Alyx lo aiuta. In un momento di trance, Alyx, ripete al padre le parole che gli ha detto il G-Man. Eli sembra profondamente turbato. Fa in modo di rimanere solo con Gordon. A quanto pare conosce il G-Man, il loro comune amico. Anzi, è stato proprio lui a portargli il cristallo che ha causato il disastro di Black Mesa. Mentre attendeva l'inizio del test l'ha sentito avvicinarsi e sussurrargli: "Preparati per conseguenze impreviste". Le stesse parole. Eli ora capisce che, quando lo vide salvare sua figlia, non fu per umanità, ma perché avrebbe voluto servirsene in futuro. Fa per dirgli qualcosa di segreto, ma viene interrotto da Magnusson. Gli Strider stanno per attaccare. Gordon esce nella White Forest con tutta la resistenza al gran completo e, dopo una battaglia epica, rende finalmente sicura la base.
Tre. Due. Uno.
Il missile è pronto per partire e a Gordon spetta l'onore di premere il pulsante. T-Minus raggiunge il suo obiettivo e il dispositivo al suo interno si attiva. Dopo una fragorosa esplosione il portale collassa e si richiude. Missione compiuta. L'euforia è generale, ma Alyx e Gordon devono già ripartire. Un elicottero li aspetta che li condurrà alle coordinate della Borealis. Contro le opinioni dei suoi colleghi, Eli impone ai due di distruggere quella nave una volta averla trovata. Sospetta che le parole del G-Man si riferissero proprio agli eventi di Black Mesa e che volesse suggerirgli il pericolo rappresentato dalla misteriosa tecnologia contenuta in quella nave. È di nuovo il tempo dei saluti.
Improvvisamente due Consiglieri entrano nel capanno. Uno immobilizza Gordon ed Alyx, l'altro va verso Eli. Lo afferra. Grida alla figlia: "Ti voglio bene tesoro. Chiudi gli occhi!". Il Consigliere lo uccide penetrandogli il cranio. Ora sembra toccare ad Alyx, ma Dog irrompe, strappando la lingua ad una delle creature e mettendo in fuga l'altra. Il gioco finisce col suono dei singhiozzi di Alyx, china sul cadavere del padre.